# Matthew Warchus
Matthew Warchus (Rochester, 24 de outubro de 1966) é um diretor teatral, roteirista, produtor teatral e cineasta britânico. Premiado com o Tony, Olivier e Drama Desk, é o diretor artístico do Old Vic, em Londres, desde setembro de 2015.

## Vida e carreira

### Primeiros anos
Nascido em 1966 no condado de Kent, Inglaterra, Warchus mudou-se ainda jovem para North Yorkshire, estabelecendo-se na cidade de Middlesbrough e depois em uma vila perto de Selby. Seu pai era um vigário que anteriormente havia trabalhado como ator, o que o incentivou a também envolver-se com artes cênicas. Ingressou em 1985 na Universidade de Bristol, onde decidiu, enquanto cursava teatro e música, que queria seguir a carreira de diretor teatral. Após graduar-se em 1988, teve cargos de direção em companhias como Royal Shakespeare Company, dirigindo e produzindo peças que lhe renderam prêmios, incluindo montagens de Fiddler on the Roof, Death of a Salesman e Peter Pan, a maioria com grandes elencos.

### Trabalhos posteriores
Warchus tornou-se internacionalmente conhecido em 1996 depois de dirigir "Art", comédia dramática de três personagens, escrita pela francesa Yasmina Reza, sobre amizade masculina. A produção de Londres fez sucesso imediato, permanecendo em encenação no West End por sete anos. Mais tarde, estreou em Nova Iorque, na Broadway, rendendo a primeira indicação ao Tony para Warchus. Até 2010, quando graduou-se Doutor honoris causa em Letras pela Bristol, sua carreira abrangia mais de cinquenta produções, entre as quais onze peças para a Broadway e cinco óperas. Seu primeiro trabalho como diretor de cinema foi o longa-metragem Simpatico (1999), adaptação da peça homônima de Sam Shepard, estrelado por Jeff Bridges, Nick Nolte e Sharon Stone; o filme, contudo, recebeu críticas predominantemente negativas.
Entre 2006 e 2008, dirigiu The Lord of the Rings, adaptação teatral do romance homônimo de Tolkien, representada no Teatro Drury Lane; foi a produção teatral mais cara de todos os tempos na época de sua estreia. Em 2009, realizou duas peças na Broadway: The Norman Conquests, que lhe rendeu o Drama Desk, e Le Dieu du Carnage (outra colaboração com Reza), pela qual ele venceu o Tony de melhor direção. No ano seguinte, dirigiu o musical Matilda, escrito por Dennis Kelly, musicado por Tim Minchin e adaptado do livro infantil de Roald Dahl; encenada originalmente no Royal Shakespeare Company, a peça foi transferida para o West End em 2011, chegou à Broadway em 2013 e teve turnê pela América do Norte, Austrália e Nova Zelândia. Venceu vários prêmios, incluindo o Laurence Olivier de melhor diretor para Warchus.
Após comandar, entre 2011 e 2012, uma adaptação musical do filme Ghost (1990) encenada no West End e na Broadway, Warchus dirigiu o  longa-metragem Pride, exibido na Quinzena dos Realizadores do Festival de Cannes 2014, no qual venceu o prêmio Queer Palm. Em setembro de 2015, Warchus tornou-se o novo diretor artístico do teatro Old Vic em Londres, sucedendo Kevin Spacey. Uma adaptação cinematográfica de Roald Dahl's Matilda the Musical, baseada no musical dos palcos, também dirigida por Warchus com roteiro de Kelly e canções de Minchin, foi lançada mundialmente pela Netflix em 25 de dezembro de 2022.

### Vida pessoal
Warchus é casado com Lauren Ward, atriz americana que interpretou o papel da Senhorita Honey na encenação original de Roald Dahl's Matilda the Musical no Stratford-upon-Avon, em Londres, e nas produções da Broadway. Ward e Warchus se conheceram em 2001, enquanto ele a dirigia numa montagem revivalista da peça Follies, de Stephen Sondheim, em Nova Iorque. Eles se casaram em janeiro de 2002, residem em Londres e têm três filhos.

### Prêmios e indicações
| Premiação                        | Categoria                      | Ano  | Obra                 | Resultado | Ref.   |
| -------------------------------- | ------------------------------ | ---- | -------------------- | --------- | ------ |
| Prêmios Laurence Olivier         | Melhor diretor                 | 1996 | Volpone, Henry V     | Indicado  | [ 22 ] |
| Prêmios Laurence Olivier         | Melhor diretor                 | 1997 | "Art"                | Indicado  | [ 23 ] |
| Prêmios Laurence Olivier         | Melhor diretor                 | 1998 | Hamlet               | Indicado  | [ 24 ] |
| Prêmios Laurence Olivier         | Melhor diretor                 | 2012 | Matilda the Musical  | Venceu    | [ 15 ] |
| Prêmios Laurence Olivier         | Melhor diretor                 | 2017 | Groundhog Day        | Indicado  | [ 25 ] |
| Prêmios Tony                     | Melhor direção de peça teatral | 1998 | "Art"                | Indicado  | [ 26 ] |
| Prêmios Tony                     | Melhor direção de peça teatral | 2000 | True West            | Indicado  | [ 27 ] |
| Prêmios Tony                     | Melhor direção de peça teatral | 2008 | Boeing-boeing        | Indicado  | [ 28 ] |
| Prêmios Tony                     | Melhor direção de peça teatral | 2009 | The Norman Conquests | Indicado  | [ 12 ] |
| Prêmios Tony                     | Melhor direção de peça teatral | 2009 | Le Dieu du Carnage   | Venceu    | [ 12 ] |
| Prêmios Tony                     | Melhor direção de musical      | 2013 | Matilda the Musical  | Indicado  | [ 29 ] |
| Prêmios Tony                     | Melhor direção de musical      | 2017 | Groundhog Day        | Indicado  | [ 30 ] |
| Prêmios Drama Desk               | Melhor diretor de peça teatral | 2001 | The Unexpected Man   | Indicado  | [ 31 ] |
| Prêmios Drama Desk               | Melhor diretor de peça teatral | 2008 | Boeing-boeing        | Indicado  | [ 32 ] |
| Prêmios Drama Desk               | Melhor diretor de peça teatral | 2009 | The Norman Conquests | Venceu    | [ 11 ] |
| Prêmios Drama Desk               | Melhor diretor de musical      | 2013 | Matilda the Musical  | Indicado  | [ 33 ] |
| Prêmios Outer Critics Circle     | Melhor diretor de peça teatral | 1998 | "Art"                | Indicado  | [ 34 ] |
| Prêmios Outer Critics Circle     | Melhor diretor de peça teatral | 2009 | The Norman Conquests | Venceu    | [ 35 ] |
| Prêmios Outer Critics Circle     | Melhor diretor de peça teatral | 2017 | Groundhog Day        | Indicado  | [ 36 ] |
| Prêmios British Independent Film | Melhor diretor                 | 2014 | Pride                | Indicado  | [ 37 ] |

## Filmografia
| Ano  | Título                           | Função                        | Ref.   |
| ---- | -------------------------------- | ----------------------------- | ------ |
| 1999 | Simpatico                        | Diretor, roteirista, produtor | [ 3 ]  |
| 2014 | Pride                            | Diretor                       | [ 3 ]  |
| 2022 | Roald Dahl's Matilda the Musical | Diretor                       | [ 19 ] |